# Pullach
Pullach é um município da Alemanha, no distrito de Munique, na região administrativa de Oberbayern, estado de Baviera. Pullach é a sede do Bundesnachrichtendienst, um serviço de inteligência alemão.